# 아티 르위키
아서 마이클 르위키(Arthur Michael Lewicki, 1992년 4월 8일 ~ )은 미국의 야구 선수이자, 전 KBO 리그 SSG 랜더스의 투수이다.

## 미국 프로야구 시절
2014년에 메이저 리그 드래프트 8라운드에서 디트로이트 타이거스의 지명을 받았다. 2017년 9월 3일에 콜업돼 다음 날 캔자스시티 로열스전에서 데뷔전을 치렀다.
2018년 8월 23일에 토미 존 수술을 받아 2019년에 시즌 아웃됐다.
2018년 10월 24일 애리조나 다이아몬드백스에 웨이버 방식으로 입단했다.

## 한국 프로야구 시절

### SSG 랜더스시절
2021년에 닉 킹엄, 리카르도 핀토를 대체할 외국인 투수로 영입되었다. 옆구리 부상을 당한 후 복귀했으나 가슴 근육 부상을 당했고, 2021년 6월 5일에 방출됐다. 그의 대체 선수로는 샘 가빌리오가 영입됐다.